# Fernand Deferm
Fernand Deferm (* 29. Oktober 1940 in Lummen) ist ein ehemaliger belgischer Radrennfahrer und nationaler Meister im Radsport.

## Sportliche Laufbahn
Deferm gewann 1963 die Belgische Meisterschaft im Straßenrennen der Unabhängigen, zu dieser Zeit startete er in den Rennen der Berufsfahrer für das Radsportteam Bertin. 1964 wechselte er endgültig zu den Berufsfahrern in das Radsportteam Solo–Superia, in dem Rik Van Looy Kapitän war. 1965 siegte er im Rennen um den Grand Prix Jef Scherens vor Eddy Merckx. 1966 gewann er die Limburg-Rundfahrt. Dritter wurde er bei Paris–Tours 1965. In seiner Zeit als Profi gewann er ansonsten einige belgische Kriterien und Rundstreckenrennen. Er blieb bis 1968 aktiv.